# Osady pelagiczne
Osady pelagiczne – osady powstałe z materiału pochodzenia morskiego gromadzące się w znacznej odległości od wybrzeża morskiego, charakteryzują się przeciętną średnicą ziarn mineralnych mniejszą od 5 mikrometrów a udział ziarn większych od frakcji przeciętnej nie przekracza 25%, frakcje gruboziarniste reprezentowane są przez minerały autogeniczne i ziarna organiczne. Głównym wskaźnikiem środowiska pelagicznego jest niewielka ilość dostarczanego materiału terygenicznego oraz szybkość gromadzenia się w sposób ciągły osadów, najczęściej rzędu kilku milimetrów na tysiąc lat.
Głównymi osadami pelagicznymi są:
- osady kredowate – kruche biomikryty, powstałe ze szczątków zwierząt bentonicznych i planktonicznych
- muły i iły wapienne – powstałe głównie z kokkolitów i otwornic, zawierają nie więcej niż 40% składników niewęglanowych
- muły i iły krzemionkowe – powstałe z organizmów krzemionkowych głównie okrzemki, radiolarie, zawierają ponad 30% organizmów krzemionkowych. Szkielety organizmów utworzone są z opalu osiągają rozmiary frakcji mułowej lub piaskowej
- iły czerwone – zabarwienie ich jest wynikiem obecności drobnych ziarn mineralnych uwodnionych tlenków żelaza